# I liga polska w hokeju na lodzie (2012/2013)/Składy-Transfery
Legenda
(*) – zawodnik dołączył do klubu / odszedł z klubu przed sezonem

(**) – zawodnik dołączył do klubu / odszedł z klubu w trakcie sezonu

## Legia Warszawa
Trener:  Lubomir Witoszek

II Trener:  Robert Tchórzewski

| Nr | Imię i nazwisko            | Data urodzenia            | Wzrost | Waga | Pozycja   | Były klub            |
| -- | -------------------------- | ------------------------- | ------ | ---- | --------- | -------------------- |
| 31 | Michał Strąk               | 17 stycznia 1988(dts)     | 180    | 75   | bramkarz  | wychowanek           |
|    | Aleksander Holszański      | 25 stycznia 1993(dts)     | 173    | 50   | bramkarz  | bez klubu            |
| 19 | Rafał Solon                | 26 listopada 1986(dts)    | 187    | 85   | obrońca   | KH Sanok             |
| 28 | Mateusz Wardecki – kapitan | 24 października 1988(dts) | 184    | 88   | obrońca   | wychowanek           |
| 51 | Patryk Pronobis            | 11 stycznia 1990(dts)     | 174    | 70   | obrońca   | Nesta Karawela Toruń |
| 7  | Maciej Stępski             | 2 lutego 1990(dts)        | 176    | 74   | obrońca   | wychowanek           |
| 12 | Damian Kran                | 24 września 1992(dts)     | 195    | 93   | obrońca   | wychowanek           |
| 9  | Karol Szaniawski           | 1 grudnia 1993(dts)       | 187    | 78   | obrońca   | wychowanek           |
| 84 | Jarosław Grzesik           | 4 lutego 1984(dts)        | 177    | 77   | napastnik | KH Sanok             |
| 61 | Grzegorz Rostkowski        | 27 czerwca 1989(dts)      | 180    | 72   | napastnik | wychowanek           |
| 98 | Patryk Wąsiński            | 29 sierpnia 1990(dts)     | 177    | 75   | napastnik | wychowanek           |
| 94 | Bryan Świderski            | 1994(dts) tr              | ?      | ?    | napastnik | SMS I Sosnowiec      |
| 95 | Karol Wąsiński             | 19 stycznia 1995(dts)     | 171    | 65   | napastnik | Polonia Bytom        |

Odeszli:
- Mateusz Bepierszcz -  HC GKS Katowice[1]
- Filip Komorski -  HC GKS Katowice[1]
- Zbigniew Stajak - bez klubu
- Łukasz Blot -  Naprzód Janów
- Norbert Karamuz - ?
- Tomasz Grunwald - ?
- Mateusz Wiśniewski - ?
- Krzysztof Gutkowski -  SMS I Sosnowiec

## TMH Polonia Bytom
Trener:  Andrzej Secemski

II Trener:  Sebastian Steiner

| Nr | Imię i nazwisko         | Data urodzenia            | Wzrost | Waga | Pozycja   | Były klub               |
| -- | ----------------------- | ------------------------- | ------ | ---- | --------- | ----------------------- |
| 29 | Bartłomiej Szopa        | 10 grudnia 1989(dts)      | 178    | 81   | bramkarz  | wychowanek              |
| 35 | Dominik Kraus           | 31 października 1991(dts) | 177    | 67   | bramkarz  | wychowanek              |
| 13 | Pavel Urban             | 14 marca 1972(dts)        | 187    | 89   | obrońca   | HC GKS Katowice         |
| 5  | Bartłomiej Kowalski     | 24 lutego 1983(dts)       | 180    | 79   | obrońca   | wychowanek              |
| 24 | Sebastian Owczarek      | 16 kwietnia 1987(dts)     | 173    | 71   | obrońca   | JKH GKS Jastrzębie      |
| 66 | Krzysztof Kantor        | 11 maja 1990(dts)         | 183    | 82   | obrońca   | GKS Stoczniowiec Gdańsk |
| 19 | Bartłomiej Stępień      | 31 lipca 1991(dts)        | 178    | 86   | obrońca   | SMS I Sosnowiec         |
| 47 | Michał Hoder            | 28 marca 1991(dts)        | ?      | ?    | obrońca   | Unia Oświęcim           |
| 93 | Dawid Szczepaniec       | 2 kwietnia 1993(dts)      | 181    | 78   | obrońca   | wychowanek              |
| 27 | Dariusz Puzio – kapitan | 18 kwietnia 1976(dts)     | 178    | 73   | napastnik | Zagłębie Sosnowiec      |